# Тёплый (Брянская область)
Тёплый — посёлок в Суражском районе Брянской области в составе Нивнянского сельского поселения.

## География
Находится в северо-западной части Брянской области на расстоянии приблизительно 11 км на восток-северо-восток по прямой от районного центра города Сураж.

## История
На карте 1941 года отмечен как поселение с 19 дворами.
До 2005 в Новодроковском сельском хозяйстве.

## Население
27 человек (2002), 14 человек (2010).
Будет упразднен как фактически не существующий в связи с переселением всех жителей на постоянное место жительства в другие населённые пункты.